# 罗伯特·麦克维伊
罗伯特·麦克维伊（英語：Robert McVey，1936年3月14日—），美国男子冰球运动员，场上位置是前锋。他曾代表美国国家队参加1960年冬季奥林匹克运动会冰球比赛，获得一枚金牌。